# Český olympijský výbor
Der Český olympijský výbor (ČOV) ist das Nationale Olympische Komitee in Tschechien mit Sitz in Prag.

## Geschichte
Am 18. Mai 1899 wurde das Komitee auf Betreiben von Jiří Stanislav Guth-Jarkovský gegründet und vom IOC anerkannt. Während tschechische Sportler zunächst unter böhmischer und anschließend von 1920 bis 1992 unter tschechoslowakischer Flagge bei Olympischen Spielen antraten, kam es nach der Gründung der Tschechischen Republik am 1. Januar 1993 schließlich zur ersten Olympiateilnahme bei den Olympischen Winterspielen in Lillehammer. 1996 kam es in Atlanta zum Debüt bei den Sommerspielen. Zu tschechoslowakischen Zeiten hieß das Komitee Československý olympijský výbor.

## Präsidenten
- 1899–1929: Jiří Stanislav Guth-Jarkovský
- 1929–1951: Josef Gruss
- 1951–1956: Vilém Mucha
- 1956–1958: Václav Pleskot
- 1958–1967: František Vodsloň
- 1967–1970: Emanuel Bosák
- 1970–1972: Richard Nejezchleb
- 1972–1988: Antonín Himl
- 1988–1989: Jindřich Poledník
- 1990–1996: Věra Čáslavská
- 1996–2012: Milan Jirásek
- seit 2012: Jiří Kejval[2]